# Důl Mühsam
Důl Mühsam (Klopotný, Obtížný, Mühsamschacht) byl černouhelný hlubinný důl v Orlové.

## Historie dolu
V roce 1832 Jindřich svobodný pán Bludowský nejprve pronajímá a v roce 1838 prodává orlovsko-lazecké panství Georgu Thomkemu zámožnému białskému velkoobchodníkovi. V roce 1839 prováděl rozsáhlé prospektorské práce na orlovsko-lazeckém panství Georg Thomke. V roce 1841 a 1842 byly uděleny propůjčky důlních měr vdově Georga Thomkeho. V roce 1843 byly tyto důlní míry prodány Nikolausi svobodnému pánovi Mattencloitovi a ještě téhož roku prodány Salomonu Mayerovi Rothschildovi.

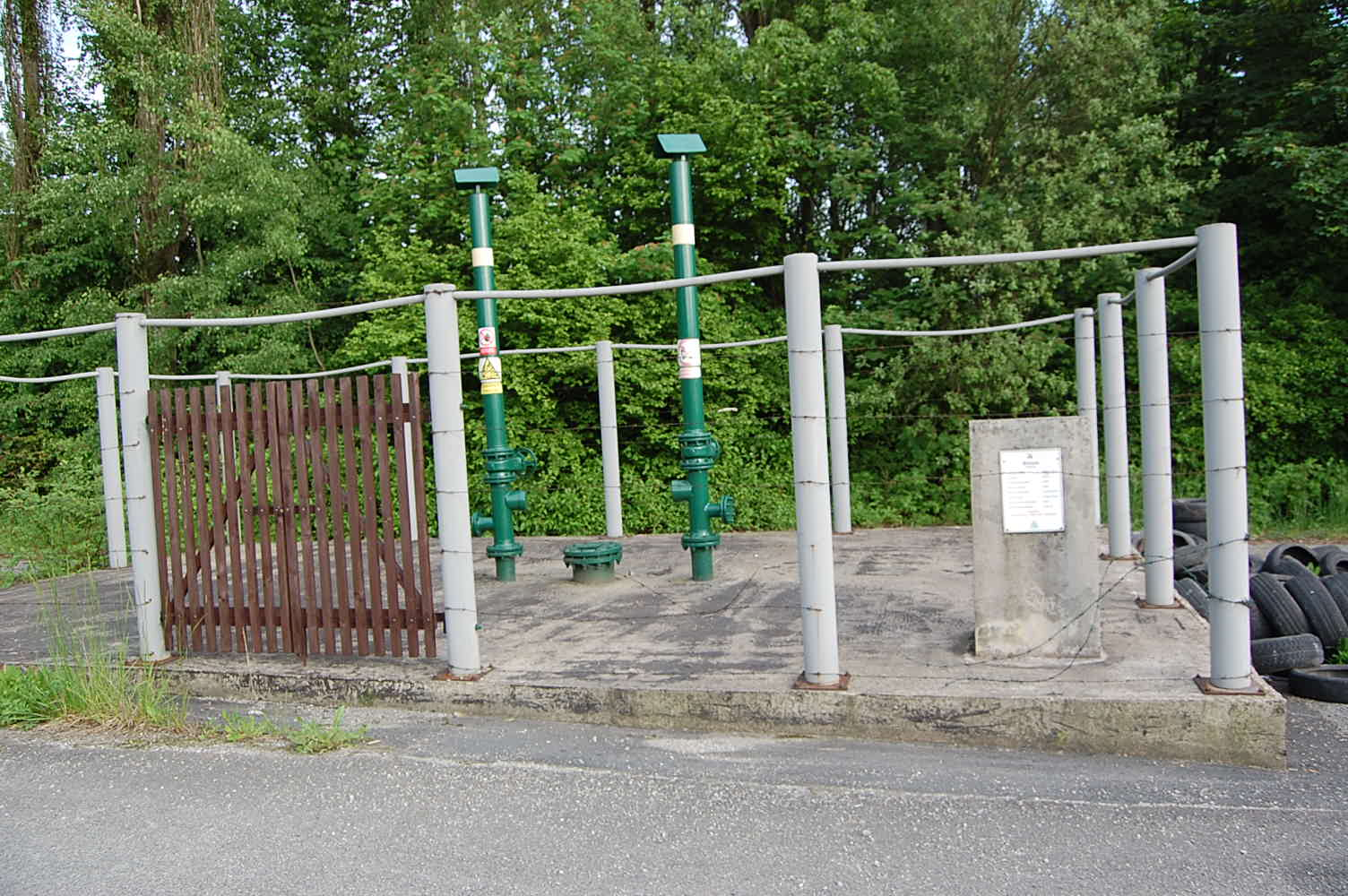
Uzavřená jáma černouhelného hlubinného dolu Mühsam v Orlové.

Mělká jáma Mühsam byla založena v roce 1838 na území města Orlová Georgem Thomkem. V roce 1842 dosahovala hloubky 99,88 m. V roce 1854 byla jáma přestavěna na hlubinný důl a prohloubena do hloubky 195 m. Důl Mühsam od roku 1854 do 1883 sloužil jako pomocný důl pro důl Doubrava a 1. dubna 1868 byl organizačně připojen k dolu Doubrava. Těžba hlubinného dolu v období 1854–1883 byla vykazována společně s těžbou dolu Doubrava. Těženy byly sloje v doubravských vrstvách. Důl měl rozlohu 22 ha, dvě jámy a čtyři patra. Opuštěn byl v roce 1896, jeho důlní pole se stalo součástí důlního pole dolu Doubrava.
V roce 1873 nastal výbuch třaskavých plynů na dole Betina a Mühsam v Doubravě, při kterém zahynulo 15 havířů a 2 byli těžce zraněni.

### Údaje o dolu Mühsam
| název                     | druh jámy                  | založení | hloubka [m] | těžba     | likvidace | dobývací pole [ha] | poznámka              |
| ------------------------- | -------------------------- | -------- | ----------- | --------- | --------- | ------------------ | --------------------- |
| Mühsam                    | kutací, víceúčelová, těžní | 1838     | 195         | 1854–1883 | 1896      | 22                 | od roku 1854 hlubinná |
| Švábská (Schwabenschacht) | kutací, víceúčelová        | 1836     | cca 50      |           | 1896      | 22                 |                       |
| Zdroj                     |                            |          |             |           |           |                    |                       |

## Dělnická kolonie Mühsam
V letech 1859–1860 byla v blízkosti jámy postavena dělnická kolonie Mühsam (lidově nazývána Mizam) s 32 domy. V roce 1907 byly postaveny ještě 4 domy. Prvních deset přízemních domů už bylo postaveno pro havíře dolu Mühsam v roce 1850 těžařskou společností Gorgosch a spol. Do roku 1860 byly postaveny 24 přízemní domy novým majitelem olomouckým arcibiskupem Bedřichem a v roce 1868 osm stejných domů. Tyto první domy byly postaveny z ručně vyrobených a vypálených cihel, byly omítnuté. Bytové jednotky měly samostatný vchod, síňku, větší kuchyň a menší pokojík. V roce 1907 stavitel Jan Sedlařík z Lazů postavil v místě zbouraného areálu jámy Mühsam čtyři domy z režného zdiva. Demolice kolonie proběhla v letech 1984–1989.